# Microtus multiplex
Алпска волухарица (Microtus multiplex) је сисар из реда глодара и породице Cricetidae.

## Распрострањење
Врста је присутна у Италији, Француској и Швајцарској.

## Станиште
Врста Microtus multiplex има станиште на копну.

## Угроженост
Ова врста није угрожена, и наведена је као последња брига јер има широко распрострањење.

### Популациони тренд
Популација ове врсте је стабилна, судећи по доступним подацима.